# Гроспоствиц
Гроспоствиц или Будестеце (њем. Großpostwitz, глсрп. Budestecy) општина је у њемачкој савезној држави Саксонија. Једно је од 63 општинска средишта округа Бауцен. Према процјени из 2010. у општини је живјело 2.957 становника. Посједује регионалну шифру (AGS) 14625190.

## Географски и демографски подаци
Гроспоствиц се налази у савезној држави Саксонија у округу Бауцен. Општина се налази на надморској висини од 241 метра. Површина општине износи 16,4 km². У самом мјесту је, према процјени из 2010. године, живјело 2.957 становника. Просјечна густина становништва износи 180 становника/km².